# Citrus ×funadoko
Espèce
Funadoko est un agrume hybride de la mandarine satsuma chinoise 'Bendizao' (Citrus succosa hort. ex Tanaka) et d'un pamplemoussier indéterminé. La pulpe est colorée et légèrement amère, la plante a été étudiée pour sa teneur en métabolites secondaires peu fréquents signalés dans les racines. Ce fruit n'est plus cultivé au Japon depuis la décennie 1930.

## Dénomination
En chinois 舟床 (zhōu chuáng), en japonais フナドコ (funadoko), 舟床蜜柑 (funadoka mikan), Fune yuka mikan 舟床柑 (Funadokokan). Il est nommé 'Okitsu 24' dans les collections du NARO au Japon.
Citrus funadoko hort. ex Yu. Tanaka (1944) est admis.

## Phylogénie
Dans leur analyse génomique de 145 Citrus du jardin conservatoire de l'université Kindai (Wakayama), Akira Horibata et Tsuneo Kato (2020) distinguent 5 clades principaux (A à E), 'Funadoko' est rattaché au clade majeur C des oranges C. sinensis (L.) Osbeck, sans en être typiquement une (les orangers doux sont des hybrides de mandarine et de pamplemoussier). Sont dans le même cas Yuzu (C. junos), la limette douce (C. limettioides), la mandarine Kara (C. unshiu × C. nobilis), Kunenbo (C. nobilis Lour.). UC Riverside le qualifie de probable tangor, Yoko Hiraoka (2020) plus proprement de Tangelo. Il est usuellement qualifié d'hybride naturel d'orange douce au Japon.

Shimizu (2016) confirme la paternité: « Bendizao partage tous les allèles avec deux variétés locales japonaises, ootoukan et funadoko, mais leurs cytotypes sont différents de celui de Bendizao. L'asymétrie observée confirme que l'ootoukan et le funadoko sont tous deux la progéniture du bendizao en tant que parent pollinique et une variété non identifiée avec des génomes d'organites de type C. maxima ». Bendiguangju = bendizao (dont la graine a été importée de Chine par un moine japonais) et la mandarine 'Kunenbo' (C. nobilis Lour. var. kunip Tanaka) sont les géniteurs les plus fréquents mandarines satsuma japonaises. Le 'pamplemoussier du Shatian' appartient au même clade que Bendizao, ce qui peut expliquer la note d'amertume des phénotypes. 

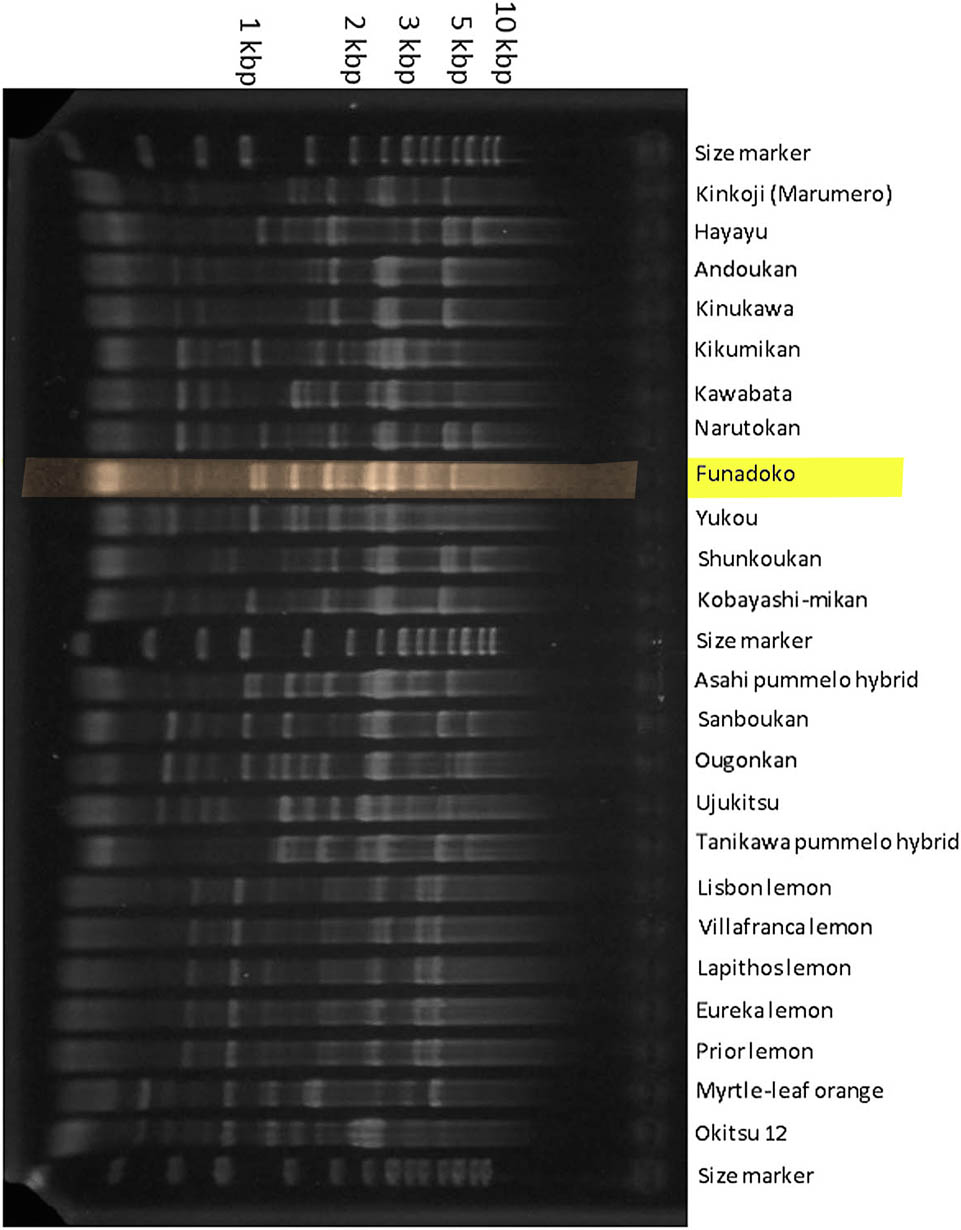
Les profils électrophorétiques (2020) montrent un important polymorphisme, Funadoko est rapproché ici de yukou.

## Histoire
Funadoko est un agrume de Kochi. 舟床柑 (funadoko-kan) et Fukuhara Orange étaient reconnus comme les deux meilleurs agrumes tardifs dans la décennie 1930. Ils ont été supplantés par Hassaku que la station expérimentale horticole d'Okitsu identifia comme supérieur et dont elle promu la mise en culture, il illustre le renouvellement régulier des agrumes de grande culture au Japon, funadoko était un agrume avec beaucoup de pépins.

## Description
Le fruit est plus petit qu'une orange - hauteur 4 à 7 cm, largeur 5 cm - avec une peau lisse, oranger clair, pulpe juteuse avec légère amertume et 15 à 20 graines polyembryonées. La feuille ressemble à celle de l'oranger. La rusticité est médiocre (−5 °C).

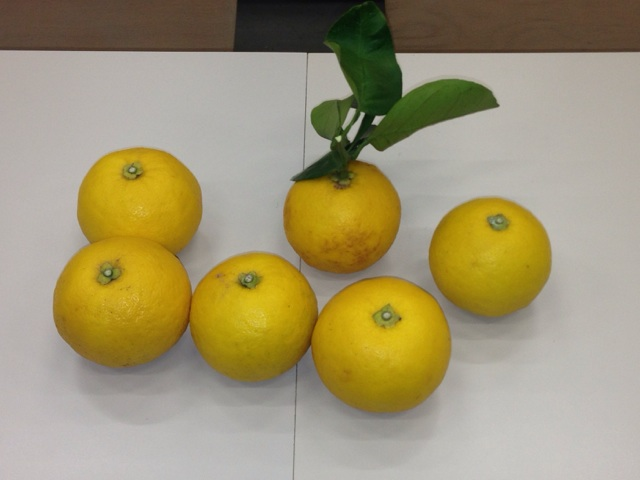
Citrus yuko

Furadoko - en particulier la racine contient des métabolites secondaires singuliers. En 1989, le yukovanol qui est une flavanone a été isolé à partir d'extraits de racines de C. funadoko, C. yuko et de plusieurs hybrides de C. hassaku et C. maxima. Les pyranoacridines linéaires sont très rares dans la nature: 7 nouveaux dimères d'acridone-coumarine nommées acrimarine-A, -B, -C, à -G sont découverts pour la première fois dans la nature chez Funadoko en 1990 par Hiroshi Furukawa et al.. L'honyumine qui est un acridone de C. maxima est également présent chez C. funadoko.

## Huile essentielle

### La feuille
Une chromatographie de l'huile essentielle de feuille a été publiée en 1970 par Shigeo Kamiyama qui la compare notamment au shikuwasa. Les composants sont par ordre décroissant le linalol (34 %), γ-terpinène (17 % contre 36 % dans la feuille de shikuwasa), β-pinène (10 %), β-élemène /  terpinéne-4-ol (6,7 % très élevé, note de pin), β-sélinène (5,3 %), caryophylléne (4,8 %).

### Le fruit
Masayoshi Sawamura (2011) classe le fruit dans les oranges, et donne une huile essentielle composée de limonène (83 %), γ-terpinène (8 %), myrcène (1,6 %), α-pinène (1,6 %), β-pinène (1,6 %), linalol (1,4 %) et dans les aldèhydes une forte présence d'α-sinensal (0,11 %) qui est un constituant de l'huile d'orange douce et un aromatique important à la note typée de l'orange.